# 金剱宮
金剱宮（きんけんぐう）は、石川県白山市鶴来日詰町にある神社。旧社格は県社。金剱神社、金剱明神、剱明神とも。

## 概要

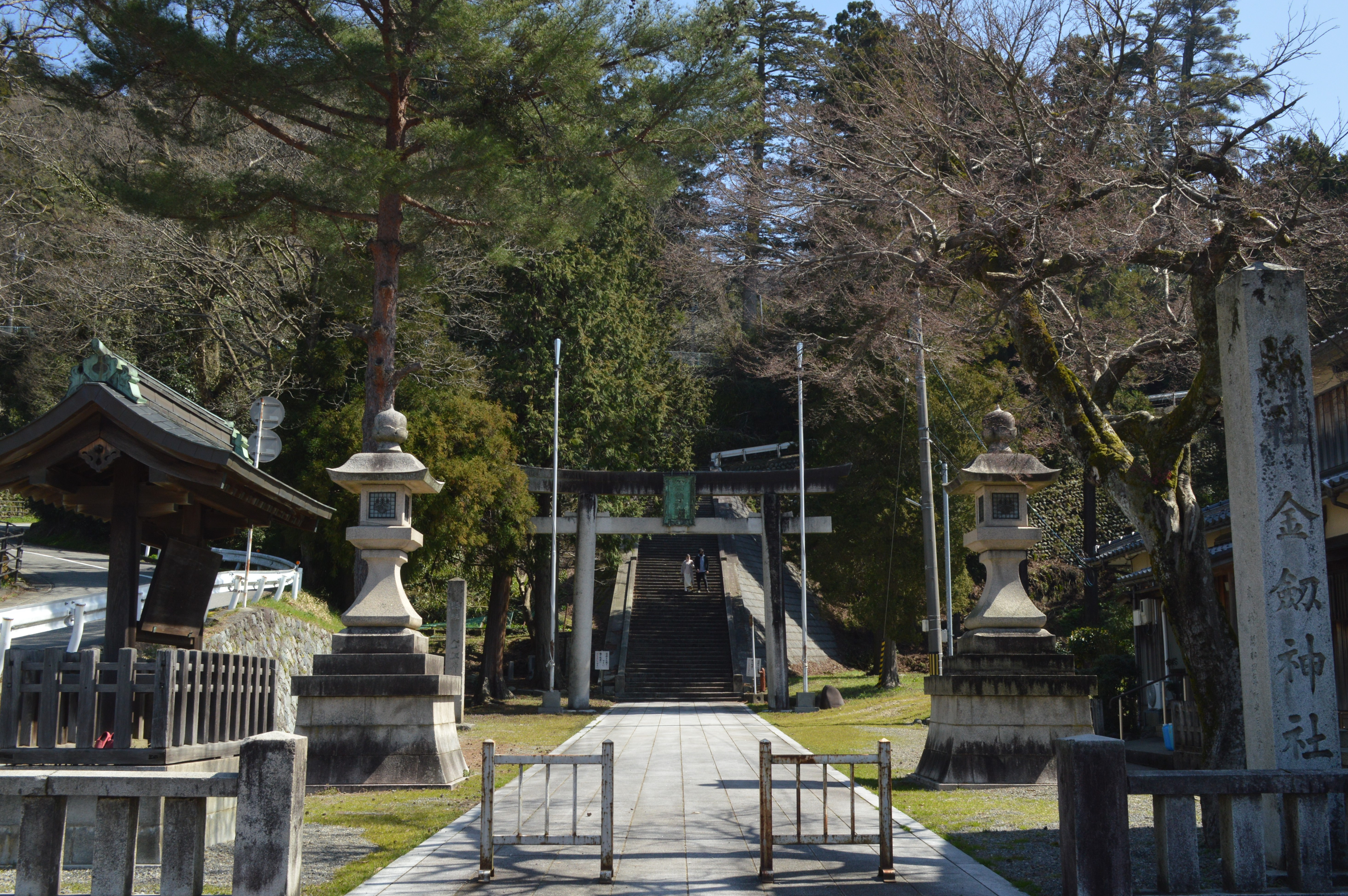
境内入口

鶴来（つるぎ）の町の中心部に鎮座する。近世に「金劔宮」と呼ばれるようになるまでは「劔宮」・「劔神社」と呼ばれ、「鶴来」の地名もこれに由来するとされる。
白山七社のうちの一つで、そのうち白山本宮（白山比咩神社）・三宮・岩本とともに本宮四社の一つにあたる。
秋の例大祭は、ほうらい祭りとして知られる。
ソフトバンクグループ創業者孫正義や船井総合研究所の船井幸雄もお参りする事で知られている神社である。

## 祭神
主祭神
- 瓊々杵尊

配神
- 大國主神
- 大山咋命
- 日本武命
- 事代主神
- 猿田彦神

## 歴史
社伝では、創建は崇神天皇3年とされる。
神仏習合時には、多くの伽藍を有していたと伝えられる。また、寿永2年（1183年）、源義仲が倶利伽羅峠の戦いで平家に勝利した際に神宝が現れ、義仲は鞍付きの馬20頭を寄進したとされる。
建武3年（1336年）北陸越前の金ヶ崎の戦い (南北朝時代)では、後醍醐天皇の御味方として足利尊氏方の軍と闘う氣比神宮に呼応し、加賀国の剣（つるぎ：金剱宮）は白山（しらやま：白山本宮）の衆徒等と共に後醍醐天皇方から御味方と頼まれる勢力であった
。
明治5年（1872年）近代社格制度において「金劔神社」として郷社に列し、明治28年（1895年）県社に昇格した。
明治39年（1906年）境外末社の大國社・恵比須社・日吉社・ 大鳥社の4社を合併。明治41年（1908年）境内末社の菅原社を、 大正3年（1914年）に村社の日吉神社を合祀した。
大正13年（1924年）に鎮座二千年祭、昭和37年（1962年）に二千五十年祭、平成7年（1995年）に二千八十年祭、平成17年（2005年）に二千百年祭が斎行された。

### 神階
- 承平3年（933年）、正三位 （『神階記』）[2]
- 永観元年（983年）、従二位 （『神階記』）
- 寛弘4年（1007年）、正一位 （『神階記』）

## 境内
- 本殿
  - 祭神は地神第三の尊である天津彦火瓊瓊杵尊、大国主命、事代主神、大山咋命、日本武尊、菅原道真を奉安する。金剱宮の中心社殿。前口二間半、奥行二間。明治42年造営。もとは流造の檜皮葺のところ、平成5年大屋根修理で銅板葺となる。
- 拝殿
  - 拝殿は、前口五間、奥行五間。明治16年造営、23年完成。権現造銅板葺で、入母屋造大唐破風の向拝を張り出す。拝殿・幣殿・本殿と奥へ一直線に配置される。朝に大人・子供たちの境内清掃奉仕がされる。
- 天忍石(牛石)
  - 影向石（ようごうせき）、神の依り代。言い伝えでは金剱宮境内社頭のこの石は、古くよりこの石に神霊が降臨した影向石で、天忍石（あまのしのぶのいし）と呼ばれてきた（鶴来町誌　明治16年刊）。丒石（うし石、字は一に刃）という別名は形が小牛に似ているところからとも。
- 天乃真名井
  - 金剱宮の境内に湧く泉。天の真名井（あめのまない）は天平年間（729年-749年）から伝わる古池とされる。戸の池、殿池とも言われた時代があり、「三州名蹟誌」等にも記録がある。大干ばつの時も長雨の時も変わらぬ水量で知られる[注釈 2]。「明星水」「天忍石水」として住民からの尊敬も篤い。近年石板建立で装いを新たにされた。
- 社務所と山のウラジロカシの杜
  - 金剱宮の境内社務所。社殿後背には常緑広葉樹、石川県指定天然記念物の『金剱宮社叢ウラジロガシ林』が広がる。
- 拝殿幕神紋
  - 金剱宮拝殿幕で神紋は五七桐紋、古代は天皇家の紋で功績のあった武門に賜ったとされる紋章。
- 釣灯籠
  - 金剱宮拝殿の回廊に懸かる釣灯籠は金銅製、紋章は十六八重表菊紋（皇室の菊紋）
- 拝殿屋根
  - 金剱宮拝殿屋根は権現造銅板葺、紋章は十六表菊紋（十六弁一重表菊）
- 手水舎
  - 金剱宮の手水舎。拝殿前、影向石の側の近くにある。
- 舞殿
  - 金剱宮の境内舞台殿。能猿楽の舞台。舞殿の正面向かって左後に渡廊下と楽屋が備わる。
- 神馬の像
  - 金剱宮の境内拝殿の向かって右に建つ。腹帯に神紋の青銅像。寿永2年（1183年）春、木曽の源義仲が倶利伽羅谷合戦の大勝を奉謝して鞍置馬20頭を寄進した故事を紀念して。
- 義経腰掛石
  - 金剱宮の境内石【義経由緒】文治2年（1186年）には、京都から奥州へ落ちる源義経主従が金剱宮に参拝し、夜通し神楽を奉納したと「義経記」に記されていて、義経奉納の太刀一口が有ったという口伝がある。その折に境内のこの石に腰掛け、眼下に広がる平野や手取川を眺めたと伝えられる。「義経記巻七」
- 金劔宮の由緒掲揚板
  - 板書文　御創立以来二千有余年を経た古社であって、古来 尚武健康の神として崇敬が篤い。【一、祭神】【二、由緒】【創立】【隆盛】【神事】【旧社格】【境内】を記載。
  - 社は東の山を背景に西方の手取川に向かって見下ろし、北の日本海へ向かって広がる扇状地を一望する源・扇頂の要地、手取川から30m高く洪水氾濫水害を受けない河岸段丘高台北端に鎮座。
- 【社号標・正面階段、及び案内板】
  - 社頭門前は山腹を切通しこの河岸段丘の高台へ通された自動車バイパス道。
- 【男坂の鳥居と石段】
  - 金剱宮下の境内にあり、正面真下から急勾配を直登する石段（傾斜30度-40度で高度差約10m）。
- 【女坂の鳥居と石段】
  - 金剱宮下の境内にあり、正面南側下方から石段となだらかに上る坂道で女坂と呼ばれる。途中不動滝と石清水社がある。
- 【金剱宮不動滝】
  - 金剱宮下の境内、女坂を上る途中にある。金剱宮から鶴来日詰町へと河岸段丘を流れ落ちる滝。高さ約15メートル、幅約7メートル。冬に氷柱を生ずることがある。ここは神仏習合の修験道時代には禊の道場だった場所で日詰（ひづめ：鶴来日詰町）の名もその禊場から、と伝わる。
- 【石清水社】
  - 湧水の水質は清んで飲み水・洗眼に心地よい、とする。水は冬温かく夏冷たく枯れたことはないと伝わる。
- 【小川幸三生家記念碑】
  - 金剱宮下の境内にある小川幸三忠篤 生家址の記念碑。幕末加賀藩勤王志士の首魁。禁門の変（元治の変）に関し29歳で斬首。明治維新後叙正5位。金剱宮下の境内にある。

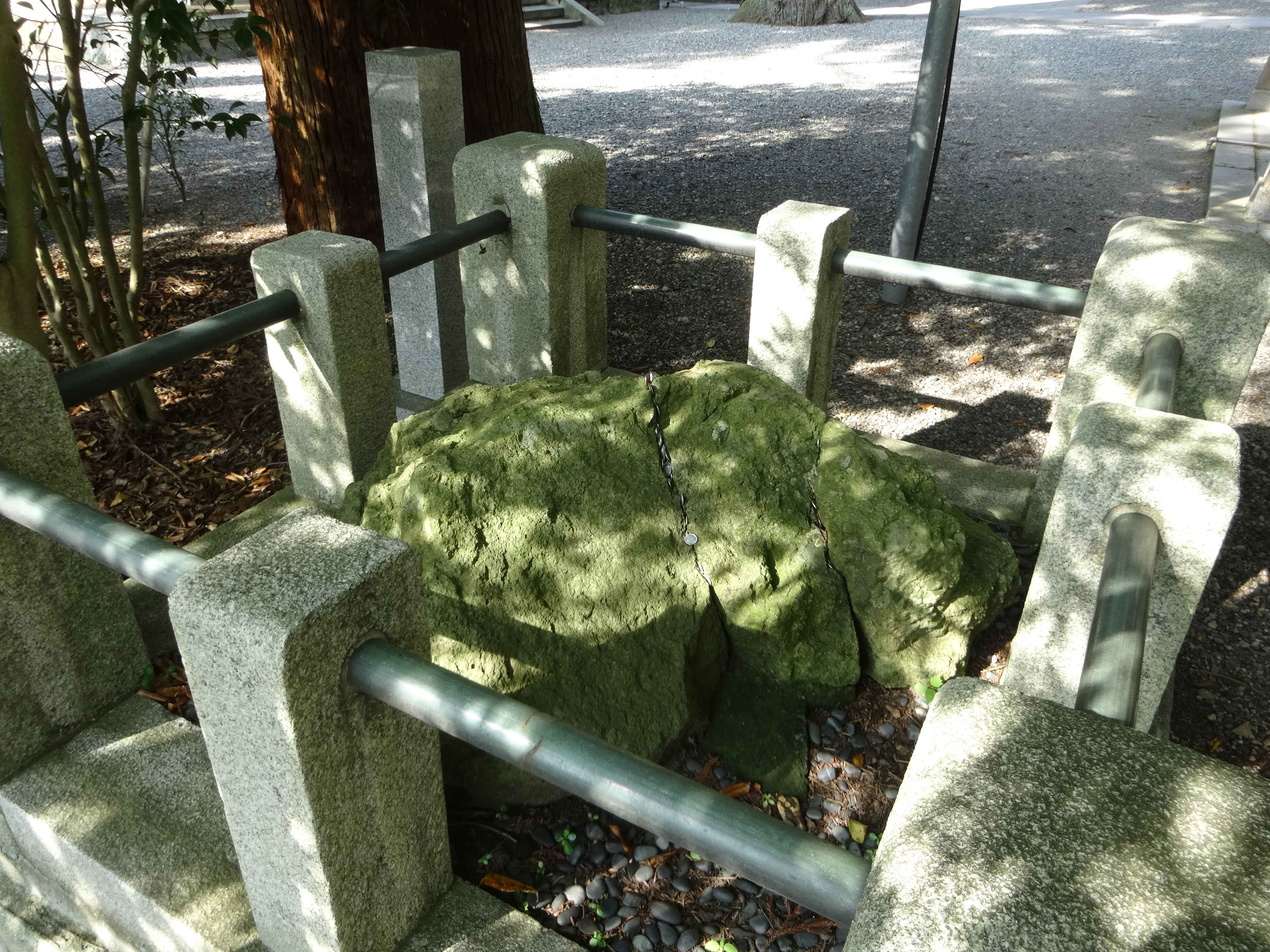
【天忍石】古代の神の依り代。うし石。この方向からは小牛が草地にうずくまる形。
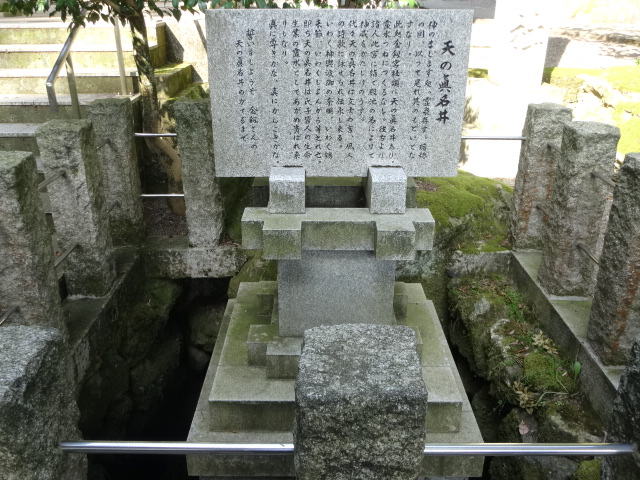
【天の真名井】
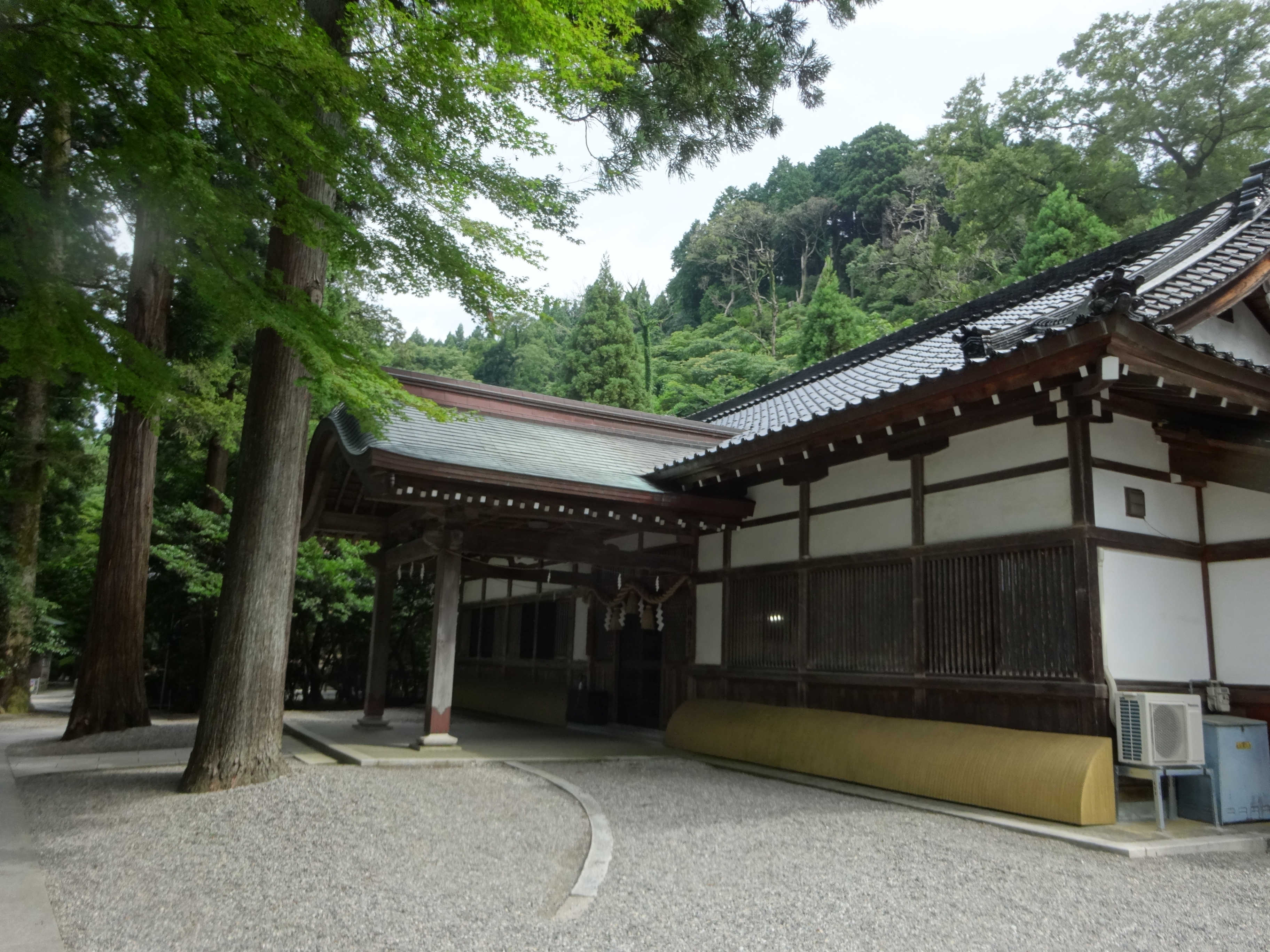
【社務所と山のウラジロカシの杜】
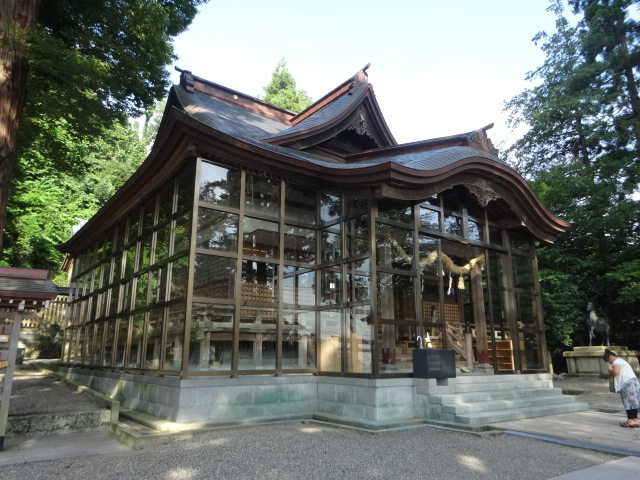
【拝殿】
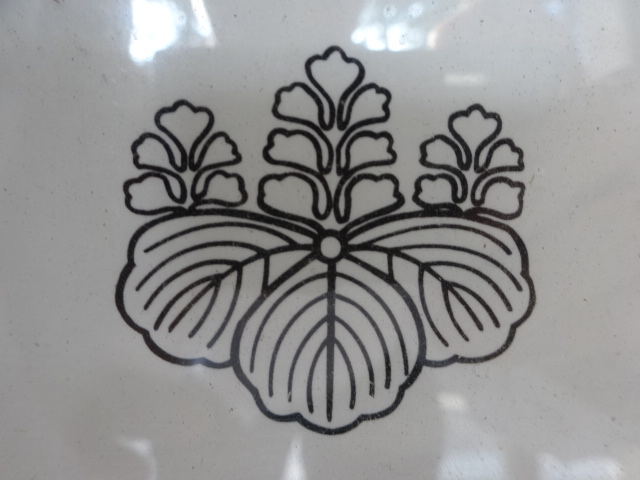
【拝殿幕神紋】
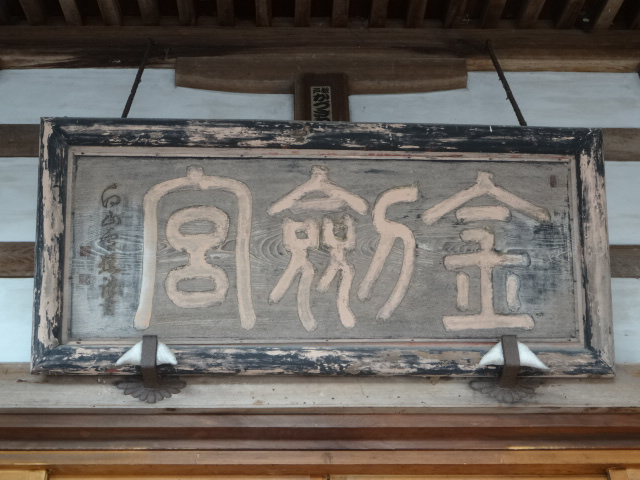
【社号額（神号額）】
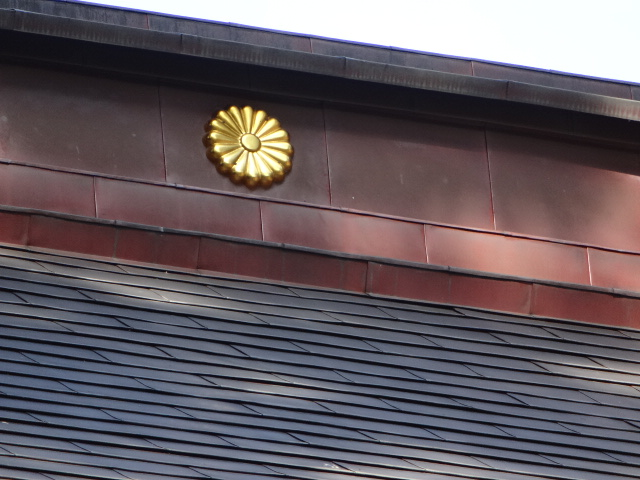
【拝殿屋根は権現造銅板葺】
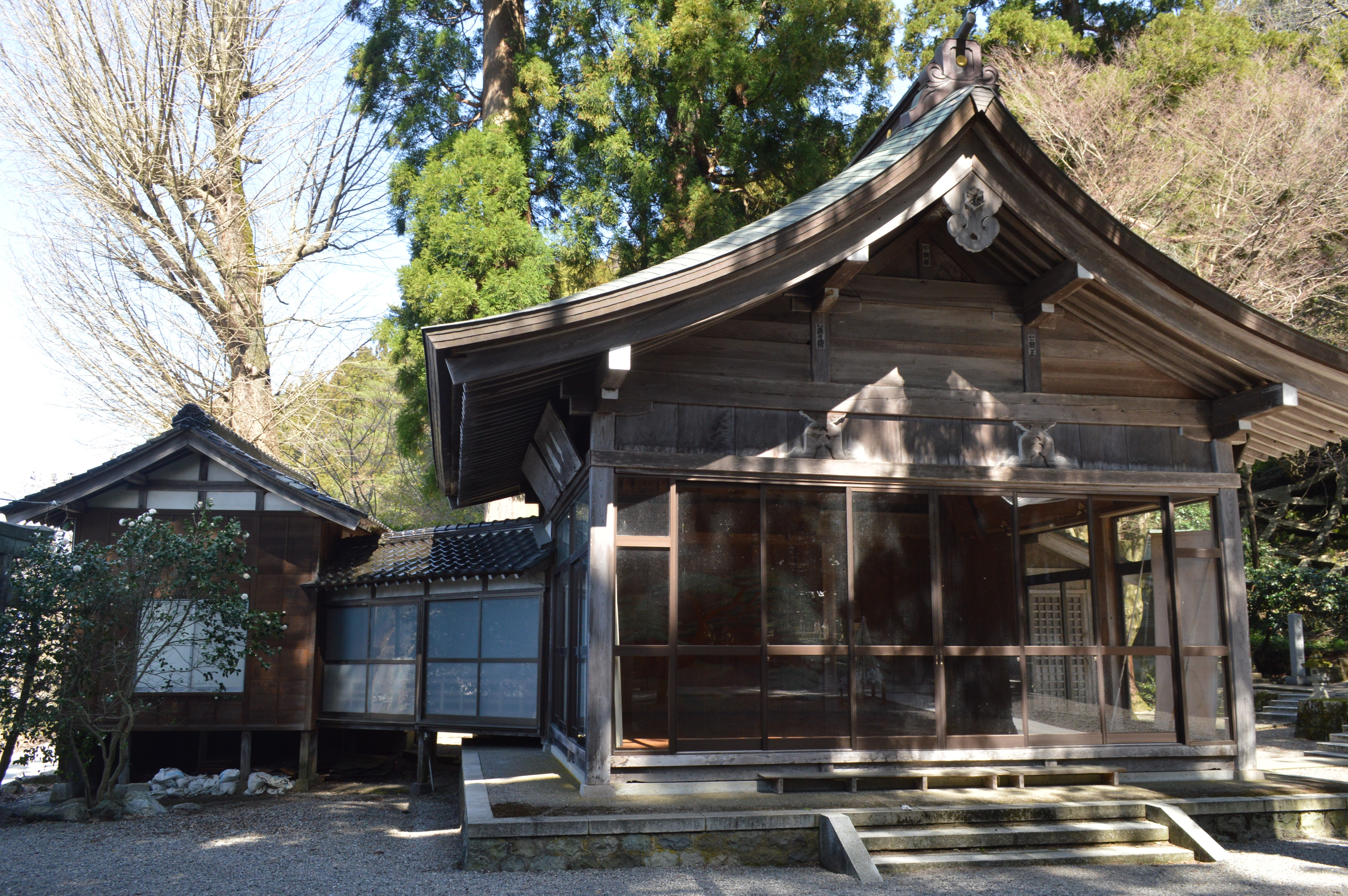
【舞殿】
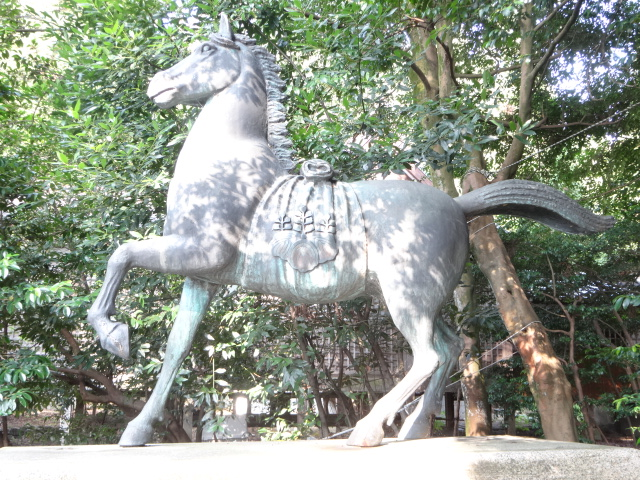
【神馬の像】
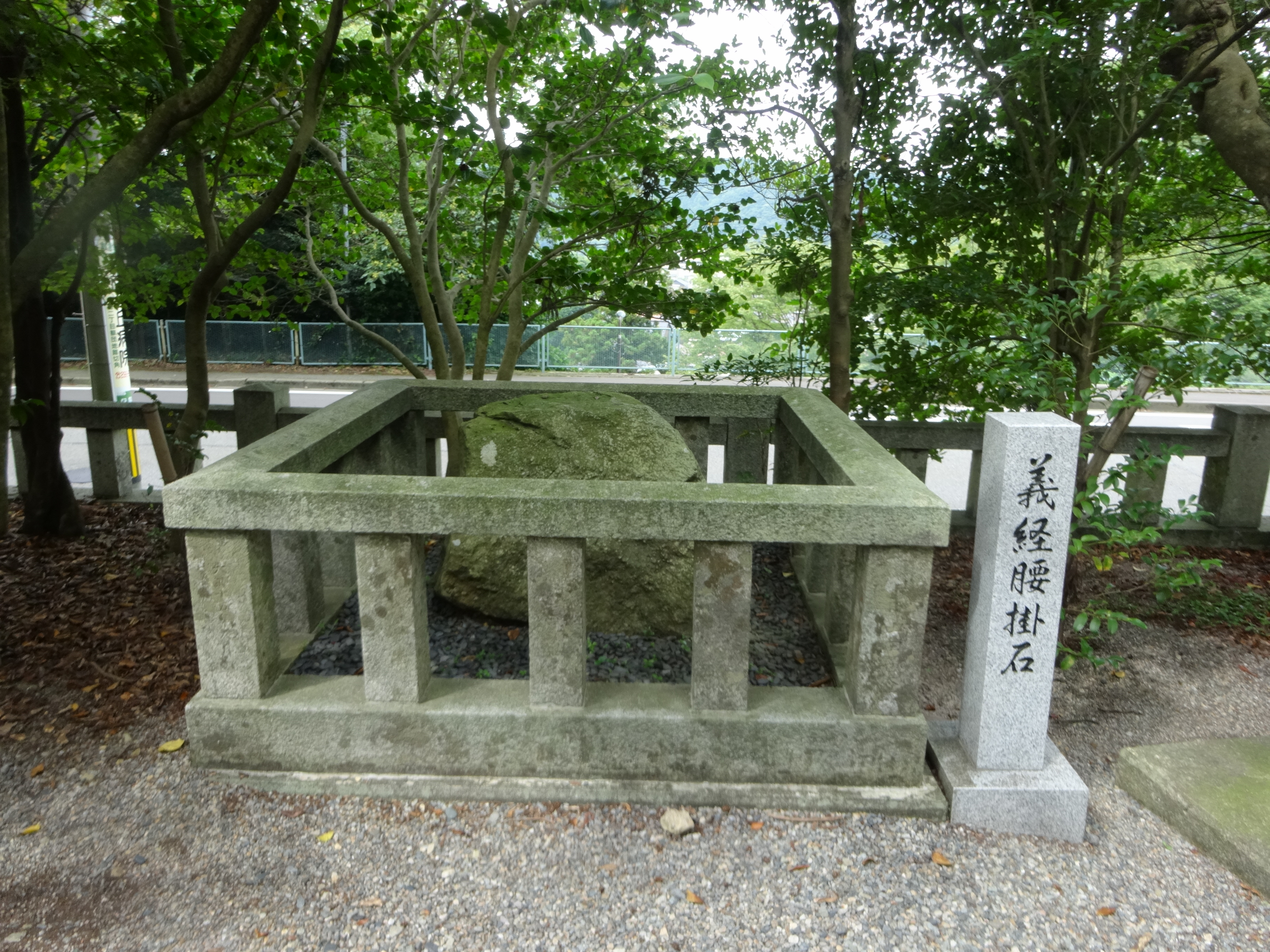
【義経腰掛石】
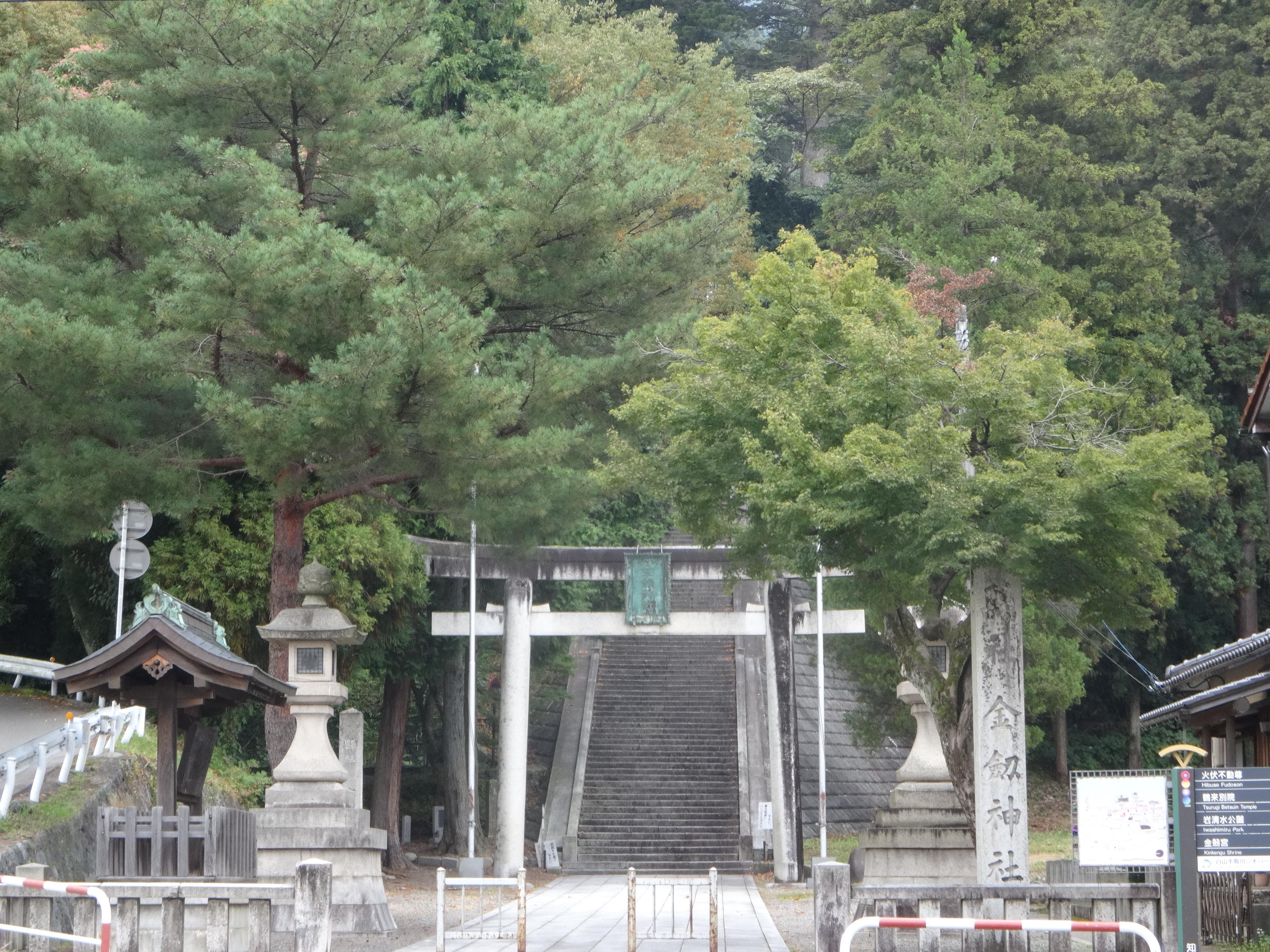
【男坂鳥居・石段】金剱宮下の境内
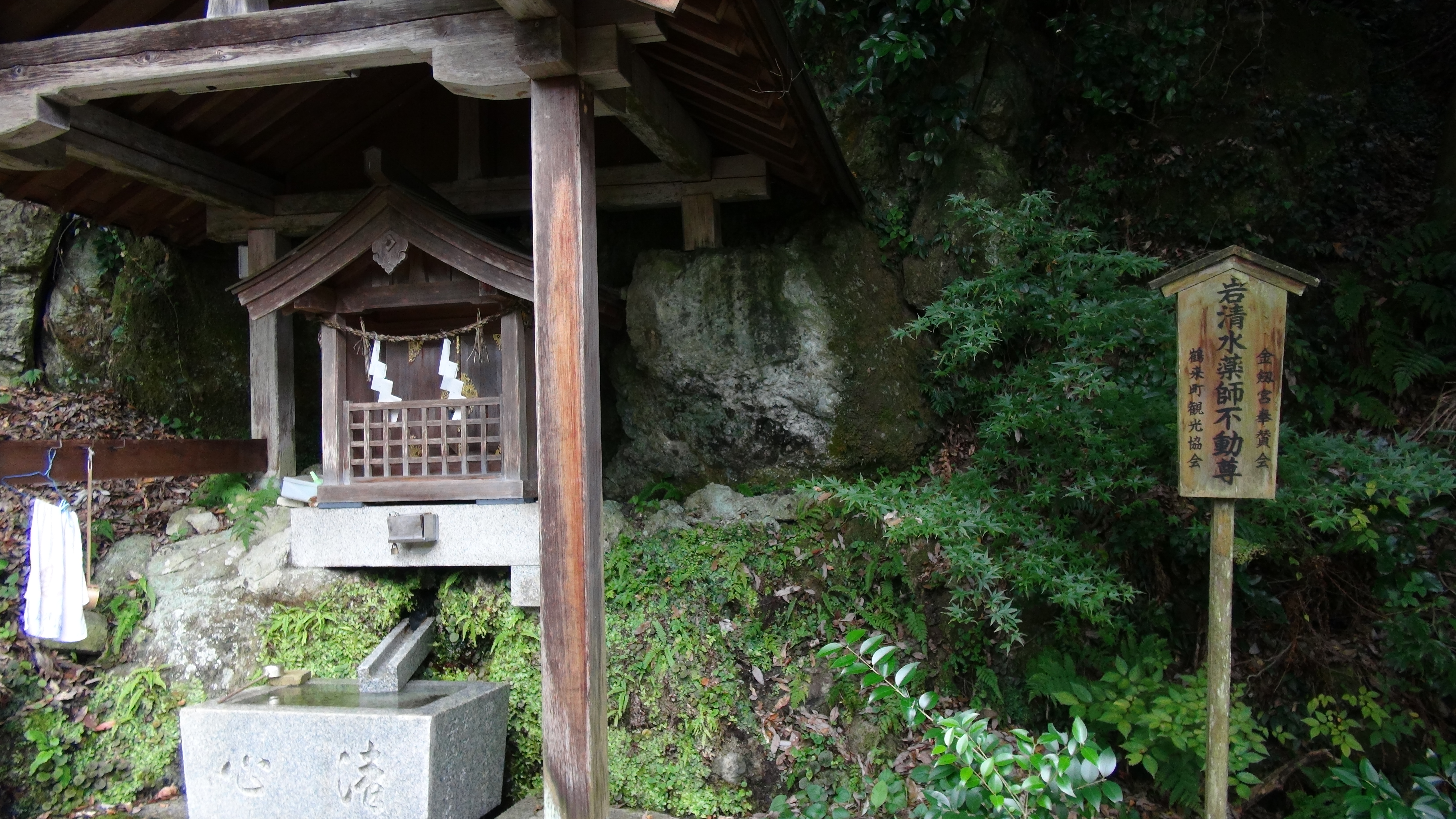
【石清水社】金剱宮下の境内
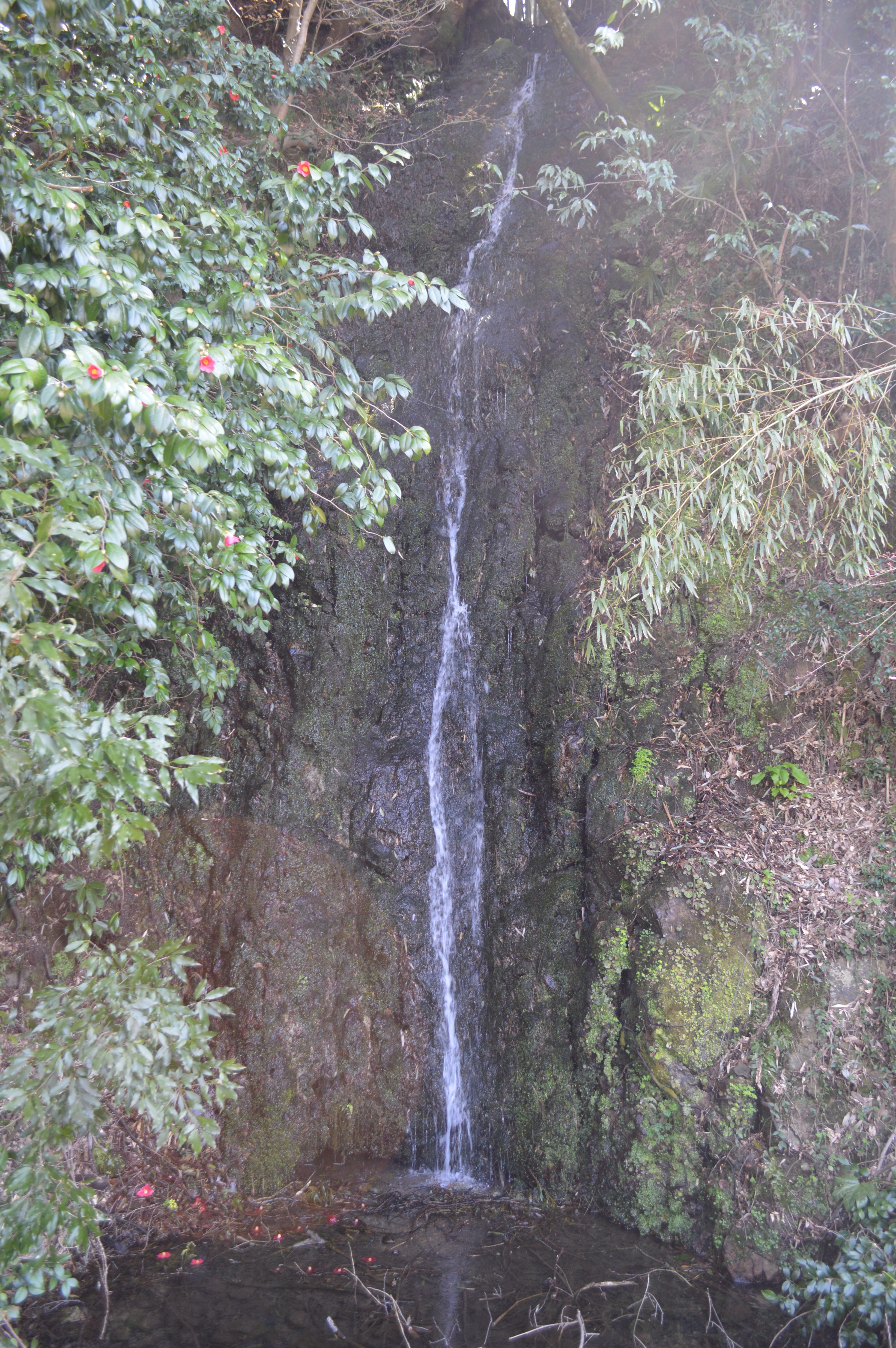
【金剱宮不動滝】金剱宮下の境内
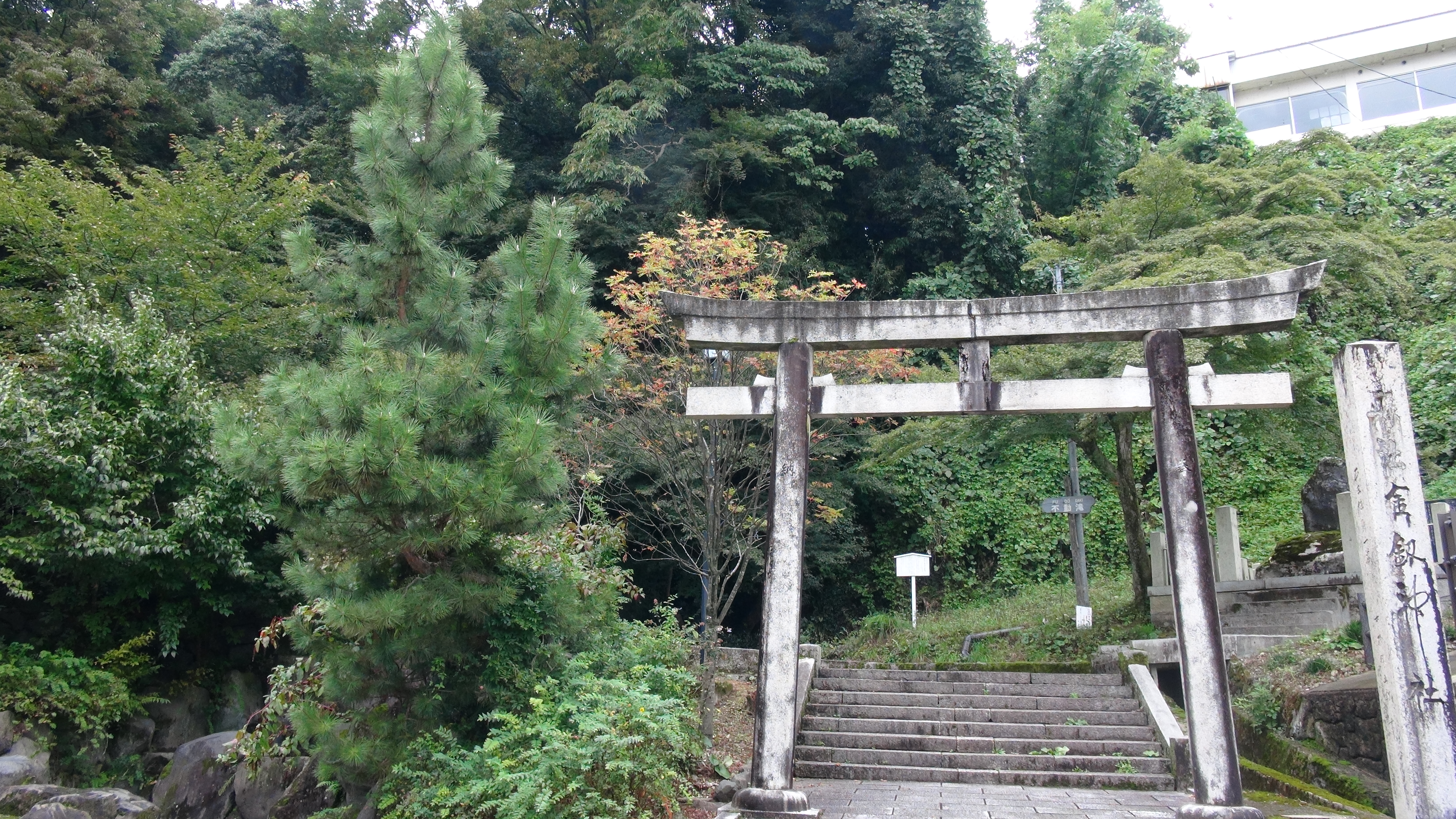
【女坂鳥居】金剱宮下の境内
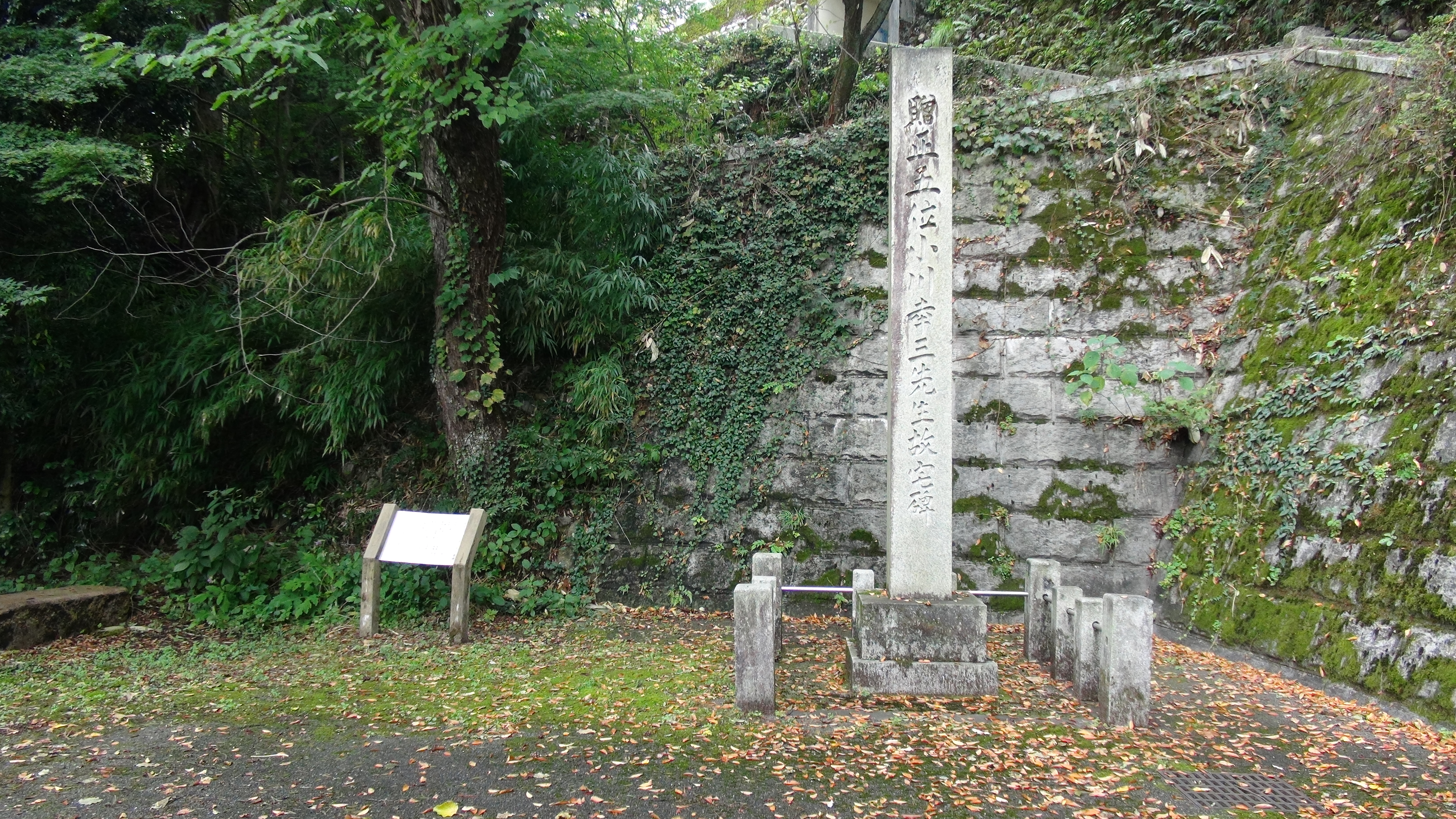
【小川幸三生家記念碑】金剱宮下の境内

## 摂末社
- 招魂社
  - 金剱宮の境内社。護国の英霊を祀る。
- 乙劔宮
  - 金剱宮の境内社。彦火火出見命（ひこほほでみのみこと：ホオリ、山幸彦で知られ、祭神の瓊々杵尊の御子）を祀る。
- 恵比須社
  - 金剱宮の境内社。大阪今宮戒（いまみやえびす）社の分霊を祀る。
- 金刀比羅社
  - 金剱宮の境内社。崇神天皇を祀る。
- 丈六社
  - 金剱宮の境内社。大山咋命、猿田彦命、日本武尊、菅原道真公を祀る。大山咋命は巨大な天の杭を山に打ち込んで農地の場所を確保し、農業を守る神。
- 粟島社
  - 金剱宮の境内社。少彦明神を祀る。少彦神は粒のように小さな神で、穀物の種とともに飛んできて日本を国造りし、国造りを終えたら粟の茎にのぼり茎が跳ねて常世に飛んでいった神。

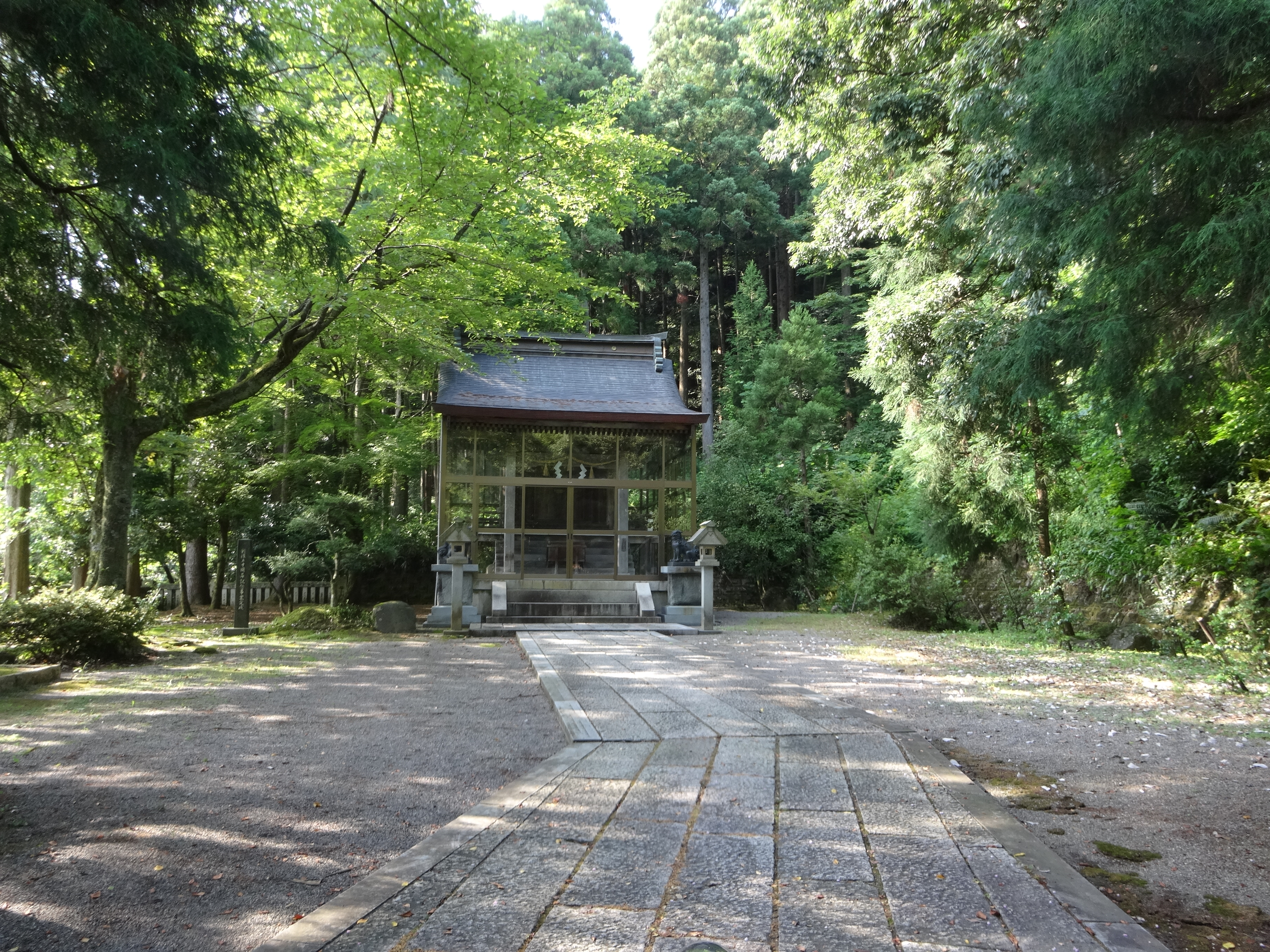
【招魂社】
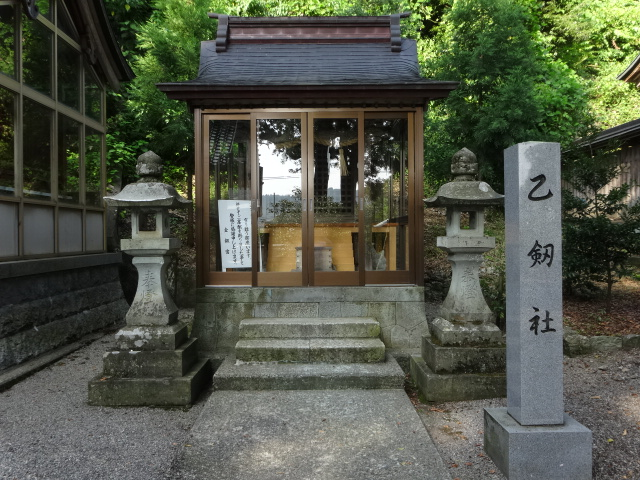
【乙剱社】
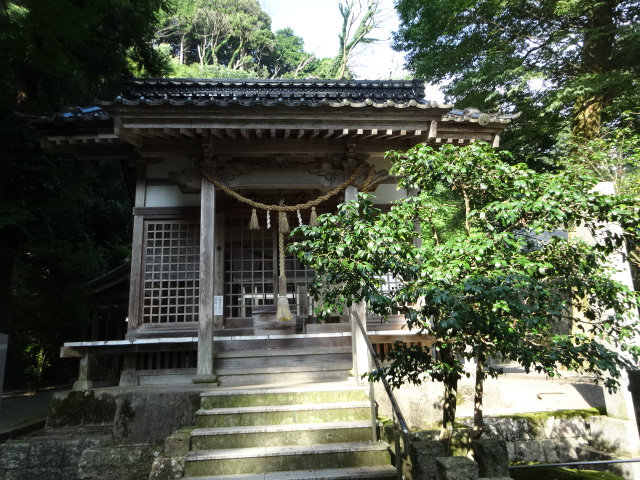
【恵比寿社】
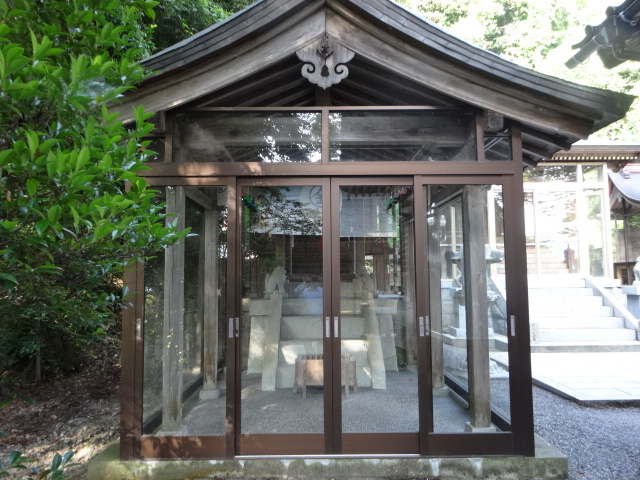
【金刀比羅社】
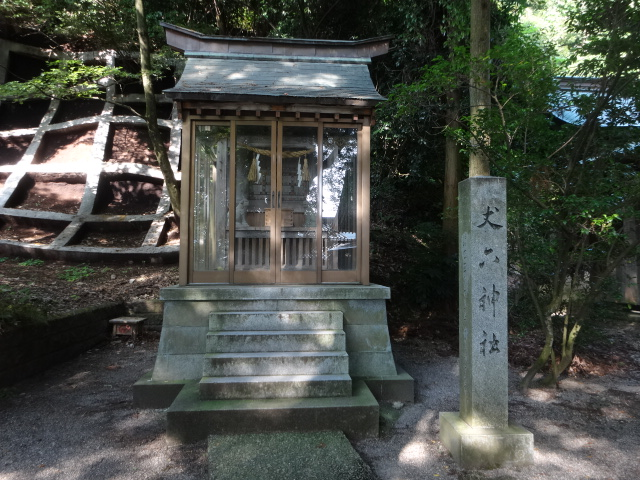
【丈六社】
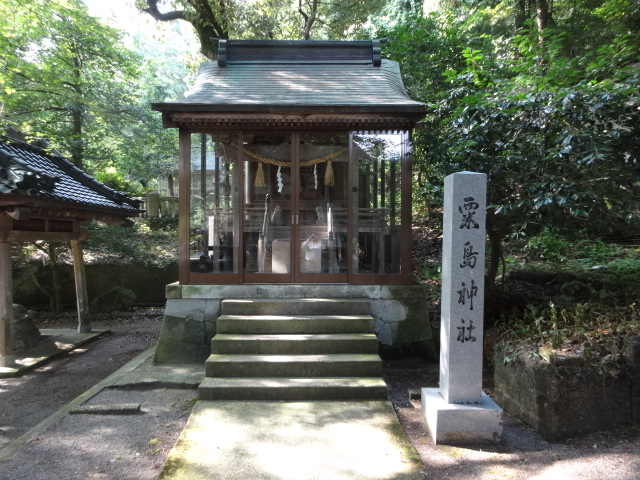
【粟島社】

## 現地情報
所在地
- 石川県白山市鶴来日詰町巳118-5

交通アクセス
- 最寄駅：北陸鉄道石川線 鶴来駅 （徒歩約10分）